# Talkspirit
Talkspirit est une entreprise française (SAS) éditrice de logiciels, créée en octobre 2004 et dont le siège social est situé à Paris. Talkspirit édite deux lignes de produits : des solutions de blogs sous la marque Blogspirit ; des réseaux sociaux d'entreprises et plateformes de communication et de collaboration sous la marque Talkspirit.
Talkspirit est membre de BPI France Excellence.

## Applications similaires
- Jamespot
- Wimi
- Whaller
- Jalios